# Xenoligea montana
La reinita montana (Xenoligea montana), también denominada cigüita aliblanca y chipe de alas blancas, es una especie de ave paseriforme de la familia Phaenicophilidae, antes situada en Parulidae, la única perteneciente al género Xenoligea. Es endémica de la isla La Española. 

## Distribución y hábitat
Se encuentra únicamente en La Española, tanto en la zona correspondiente a la República Dominicana como en Haití, donde ocupa los bosques húmedos de montaña, generalmente en altitudes superiores 1300 m s. n. m. Está amenazada por la pérdida de hábitat.

## Descripción
La reinita montana mide entre 13–14 cm de longitud. Tiene una cola larga y un pico robusto. El plumaje de su cabeza es principalmente gris, su espalda y coberteras de las alas son verdes oliváceas y sus plumas de vuelo y cola negruzcas, con los bordes de las primarias blancos. Sus partes inferiores son blancas y se difuminan hasta el gris de sus flancos. Presenta una lista loral blanca y una bigotera negra y unas pequeñas medialunas blancas rodeando el ojo en su parte superior e inferior.

## Comportamiento
Se alimenta de frutos e insectos, y busca alimento en todos los niveles del bosque desde los arbustos del sotobosque hasta las copas de los árboles. Con frecuencia se encuentra en bandadas mixtas junto a otras reinitas.

## Sistemática

### Descripción original
La especie X. montana fue descrita por primera vez por el ornitólogo estadounidense Frank Michler Chapman en 1917 bajo el nombre científico Microligea montana; su localidad tipo es: « Cerro Tina, provincia de Azua, República Dominicana».
El género Xenoligea fue propuesto por el ornitólogo estadounidense James Bond en 1967.

### Etimología
El nombre genérico femenino Xenoligea se compone de las palabras del griego «xenos»: ‘diferente’, y del género «Ligea» que significa ‘ninfa del bosque’, ‘dríada’; y el nombre de la especie «montana» proviene del latín «montanus»: ‘de las montañas’.

### Taxonomía
Tradicionalmente, la presente especie se clasificaba en la familia Parulidae. Los estudios genéticos han revelado que su distancia genética con Parulidae es demasiado grande para estar incluido allí, por lo que provisionalmente se clasificó en Incertae sedis. Los más recientes análisis de ADN indican que sus parientes más cercanos son los miembros de los géneros Microligea y Phaenicophilus, de hecho su apariencia es una versión en miniatura de los Phaenicophilus. Finalmente, sobre esta base, se la incluyó en la familia Phaenicophilidae. Es monotípica.